# سفاح
ابوعباس عَبْد الله بن محمد بن علی بن عَبْد الله ابن العباس بن عَبْد المُطَّلِب هاشمی قریشی (به عربی: أبُو العَبَّاس عَبْدُ اللهِ السَّفَّاح بْنُ مُحَمَّدٍ بْنِ عَلِيٍّ بْنِ عَبْدِ اللهِ بنِ العَبَّاسِ بنِ عَبْدِ المُطَّلِبِ الهاشميِّ القرشيِّ)، (زادهٔ ۱۰۴ قمری، ۷۲۱ میلادی – درگذشت ۱۳ ذیحجه ۱۳۶ قمری، ۱۰ ژوئن ۷۵۴ میلادی، انبار) اولین خلیفه عباسی بود که در سال ۱۳۲ هجری قمری در مسجد کوفه به خلافت رسید که تا زمان مرگش در سال ۱۳۶ ه‍. ق (۷۵۴ میلادی) در این مقام باقی ماند. سَفاح از نوادگان عباس بن عبدالمطلب و از بنی هاشم بود. او در نخستین خطبه‌اش ادعا کرد که امویان با ستم حق آن‌ها را پایمال کردند و با دادن وعده و وعید به مردم از آن‌ها خواست تا سپاس‌گزار خداوند باشند که به آن‌ها این فرصت را داده‌ است تا شاهد دوران خلافت عباسیان باشند.
نام سفاح در عربی قدیم به معنای «گشاده‌دست» و «بخشنده برکت» بود، این واژه اما در عربی معاصر معنای منفی یافته و به معنی «خونریز» و «راهزن» است.

## خلافت
سفاح، خلافت اموی را از میان برداشت و بزرگان خاندان اموی را کُشت و در ۱۲ ربیع‌الاول ۱۳۲ قمری به تخت خلافت نشست. قبر تمام امویان در شام، به فرمان او کنده شد و تنها قبر عمر بن عبدالعزیز شکافته نشد. در برخی از مناطق شام، باقیمانده‌های خاندان اموی یا فرماندهان قدیمی این خاندان سر به شورش برداشتند، اما سفاح کسانی را برای سرکوب آن‌ها فرستاد. خلافت سفاح ۴ سال به طول انجامید.
در دوران خلافت سفاح، دو اتفاق مهم افتاد: که یکی براندازی امویان و دیگری موروثی کردن خلافت در خاندان عباسی بود. پس از مدت کوتاهی از به خلافت رسیدن سفاح، مروان بن محمد آخرین خلیفه امویان در کنار رودخانه زاب از سپاه عباسیان شکست خورد و به مناطق غربی سرزمین‌های مسلمانان متواری شد و سرانجام نیز از پای درآمد. پس از آنکه سر بریده شده مروان بن محمد را نزد او آوردند، سجده شکر کرد و گفت: "خدا را سپاس که انتقام مرا در قوم تو باقی نگذاشت و زین پس باک ندارم که چه وقت مرگم فرا رسد که در قبال حسین بن علی، ۲۰۰ اموی را به درک واصل کردم و در مقابل زید بن علی، هشام بن عبدالملک را سوزاندم."
پس از این واقعه تمام سرزمین‌های مسلمانان از کرانه رود سند در شرق تا مراکش در غرب به سلطه عباسیان درآمد. با آنکه سفاح بسیاری از امویان را کشت اما شخصی به نام عبدالرحمن داخل از نوادگان هشام بن عبدالملک به اندلس در اسپانیا گریخت و در آنجا دولت امویان اندلس را بنیان نهاد که چند قرنی هم دوام آورد.
اقدام دیگری که سفاح انجام داد موروثی کردن خلافت در خاندان عباس، عموی محمد بود. دعوت عباسیان در ابتدای کار با خونخواهی علویان و اهل بیت بود و از مردم با نام «الرضا من آل محمد» بیعت گرفتند. اما پس از تسلط بر شام و عراق و سقوط امویان به ناگاه تغییر روش دادند و خود را یگانه وارث محمد بن عبدالله نشان دادند و هرگونه اعتراضی را به شدت سرکوب کردند.
در دورهٔ خلافتش گروهی او را مهدی (موعود آخرالزمان) پنداشتند.
در سال ۱۳۲ هجری ابوالعباس نخستین خلیفه عباسی در کوفه بر خلافت نشست و به عنوان اولین خلیفه عباسیان بر منبر ایستاد و خطبه خواند و با مذمت بنی‌سفیانیها و بنی‌مروانیها، پایان دودمان امویان را اعلام کرد. سفاح تمامی ممالکی که بنی‌امیه تحت سلطه داشتند البته به جز اندلس را تصرف کرد و تا آنجا که توانست کشورهای فتح شده را به دست خویشاوندان خود می‌داد البته خراسان در دست ابومسلم ماند. سفاح در شهر انبار که پایتخت او بود و یک شهر قدیمی ایرانی بود و احتمالاً در زمان لشکرکشی‌های ایران به روم محل ذخایر جنگی دولت ایران بود، پس از یک دوره بیماری در سال ۱۳۶ هجری درگذشت و پس از او برادرش که ولیعهد او هم بود به خلافت رسید، ابو جعفر منصور در ابتدا با شورش عمویش عبدالله بن علی مواجه شد، ابومسلم توانست شورش عبدالله بن علی را سرکوب کند اما حسادت و ترس منصور نسبت به قدرت ابومسلم، او را به قتل ابومسلم مجبور کرد. قتل ابومسلم دل ایرانیان را به تنگ آورد و باعث به وجود آمدن نهضت‌هایی در ایران برای خون‌خواهی ابومسلم شد از جمله شورش سُنبادِ گَبر که از دوستان ابومسلم بود، مورخان او را اهل نیشابور خوانده‌اند، خلیفه توانست پس از ۷۰ روز شورش سنباد گبر را سرکوب کند. آشوب دیگری این بار در مقر خلافت که در آن زمان هاشمیه بود به وقوع پیوست و علت آن این بود که منصور دویست تن از اعضاء فرقه راوندیه را حبس کرد. اعضا این فرقه به ابومسلم علاقه فراوانی داشتند، منصور خود به همراه تعدادی از لشکریانش توانست این شورش را سرکوب کند. دیگر واقعهٔ خونبار دوران خلافت منصور قتل محمد و ابراهیم فرزندان عبدالله بن حسن بن حسن است. محمد بن عبدالله را شیعیان المهدی و نفس زکیه می‌نامیدند. منصور برای خلافت و تاج و تخت از هیچ خونریزی‌ای ابا نداشت حتی از کشتن خویشاوندان خود. از بحران‌های دیگر زمان خلافت منصور شورش استادسیس در خراسان بود که مأمور خلیفه با زحمت فراوان و پس از یک سال توانست این شورش را سرکوب کند. منصور پس از ۲۲ سال خلافت در سال ۱۵۸ هجری در حال سفر به مکه برای سفر حج درگذشت. مهدی جانشین و پسر منصور خلیفهٔ بعدی عباسیان بود و برعکس پدرش فردی نرم‌خو بود، شورش مقنع در زمان خلافت مهدی رخ داد.